# جيريمياه كوفي
جيريمياه كوفي (بالإنجليزية: Jeremiah Coffey)‏ هو كاهن كاثوليكي أيرلندي، ولد في 1933 في كورك في جمهورية أيرلندا، وتوفي في 19 نوفمبر 2014 في فيكتوريا في أستراليا.